# Nina Gruzíntseva
Nina Aleksandrovna Gruzíntseva (7 de abril de 1934-17 de octubre de 2021) fue una deportista soviética que compitió en piragüismo en la modalidad de aguas tranquilas. Ganó una medalla en el Campeonato Mundial de Piragüismo de 1958, y cinco medallas en el Campeonato Europeo de Piragüismo entre los años 1957 y 1961.

## Palmarés internacional
| Campeonato Mundial | Campeonato Mundial     | Campeonato Mundial | Campeonato Mundial |
| Año                | Lugar                  | Medalla            | Evento             |
| ------------------ | ---------------------- | ------------------ | ------------------ |
| 1958               | Praga (Checoslovaquia) | Medalla de oro     | K2 500 m           |
| Campeonato Europeo |                        |                    |                    |
| Año                | Lugar                  | Medalla            | Evento             |
| 1957               | Gante (Bélgica)        | Medalla de oro     | K2 500 m           |
| 1959               | Duisburgo (RFA)        | Medalla de plata   | K2 500 m           |
| 1961               | Poznań (Polonia)       | Medalla de plata   | K1 500 m           |
| 1961               | Poznań (Polonia)       | Medalla de oro     | K2 500 m           |
| 1961               | Poznań (Polonia)       | Medalla de oro     | K4 500 m           |